# Geometría clásica

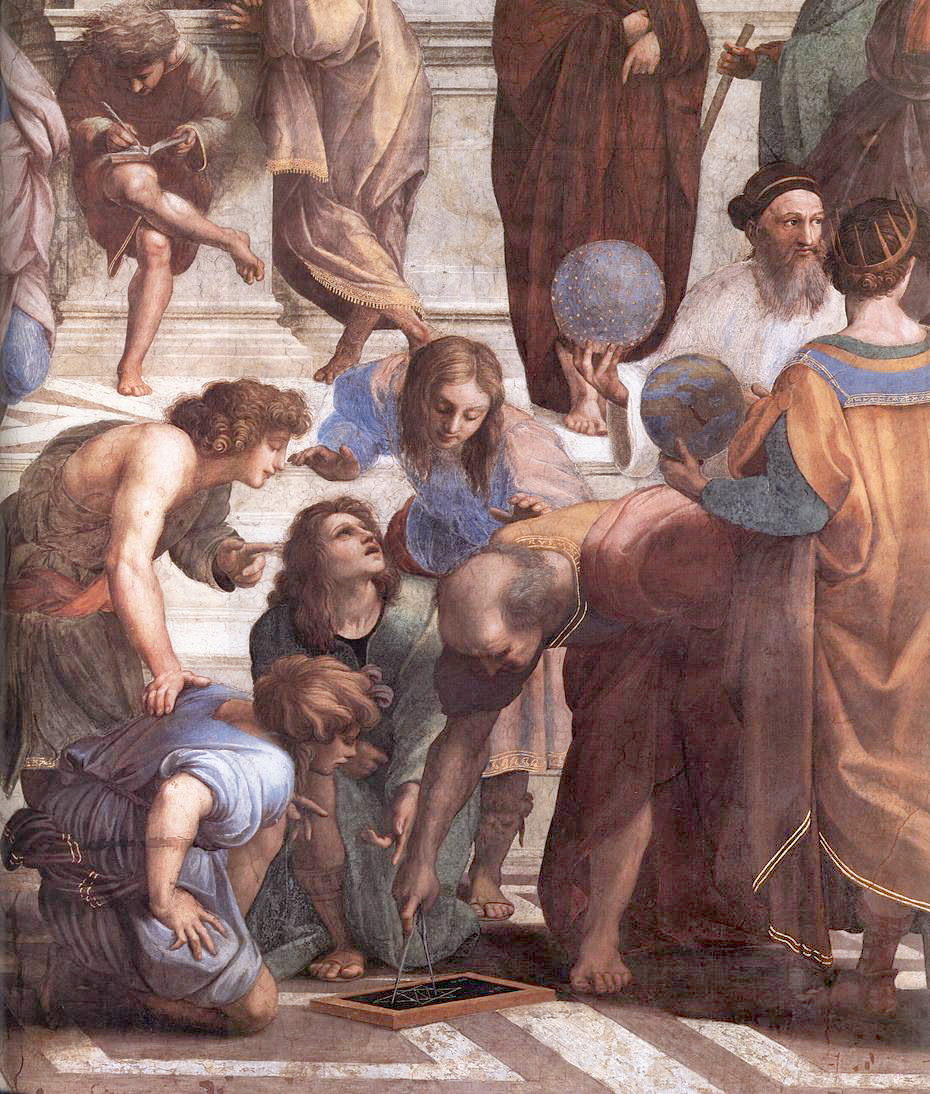
Euclides, el gran impulsor de la geometría clásica. Pintura de Rafael Sanzio.

La geometría clásica es la rama de la geometría basada en los Elementos de Euclides. Se define como la ciencia de las figuras geométricas. Presupone varios conceptos, tales como el punto, la recta, la superficie y mediante comparación de ángulos o longitudes, atribuye ciertas propiedades que definen la geometría euclidiana.
Fue la primera rama de las matemáticas que se consolidó, impulsada por Euclides, quien compiló todo el conocimiento matemático de su época, lo organizó y formalizó. En su Libro I estableció 48 proposiciones a partir de 23 definiciones, cinco postulados y cinco axiomas.
La geometría clásica fue sustituida gradualmente por la geometría analítica, que reduce el estudio de las figuras geométricas a expresiones (funciones y ecuaciones) algebraicas, con referencia a diversos sistemas de coordenadas. Paralelamente, un enfoque axiomático más sólido basado en la teoría de conjuntos, dio lugar a otros tipos de geometría.

## Geometría griega
Los antiguos geómetras griegos, basándose en el razonamiento deductivo, realizaron descubrimientos esenciales, a veces de imposible comprobación experimental, pero fundamentales para el desarrollo de la geometría. Los pitagóricos, cuyo místico pensamiento estaba subordinado por las matemáticas, consideraban que «Todas las cosas que pueden ser conocidas tienen número» (Filolao). La diagonal de un cuadrado, evidenció la existencia de magnitudes no mensurables con partes de una misma unidad, surgiendo los denominados números irracionales como una creación exclusiva del razonamiento.
Los geómetras griegos querían obtener resultados ciertos,razonando sobre figuras ideales. Estudiaban sobre figuras trazadas con regla y compás, pero siempre buscando la perfecta exactitud del razonamiento lógico. Por esa vía los resultados fueron admirables. Los Elementos de Euclides constituyeron durante siglos los fundamentos de todos los estudios matemáticos. Los resultados plasmados en el tratado de Las Crónicas de Apolonio de Perge, no fueron superados hasta el siglo XVII, cuando aparecieron los estudios realizados por Desargues y Pascal.